# Dhannur, Hungund
Dhannur là một làng thuộc tehsil Hungund, huyện Bagalkot, bang Karnataka, Ấn Độ.